# Thorsten Ehrig
Thorsten Ehrig (* 18. April 1969 in Kiel) ist ein ehemaliger deutscher Handballtorwart.
Thorsten Ehrig begann bereits als Kind  beim Kieler MTV Handball zu spielen. Als Jugendlicher wechselte er 1985 zum THW Kiel. Er spielte ab 1989 in der Handball-Bundesliga und wurde mit dem THW 1994, 1995 und 1996 deutscher Meister. Anschließend wechselte er zum SV Mönkeberg. Ab 2012 spielte Ehrig beim TSV Alt Duvenstedt und war ab der Saison 2013/14 Torwarttrainer des TSV.
In der Saison 2017/18 gab er ein Comeback für die verletzungsgeplagte HSG Mönkeberg-Schönkirchen und stand mit seinem Sohn Jan gemeinsam auf dem Spielfeld. Aktuell ist er dort Torwarttrainer, dieses Amt hat er auch bei den Frauen des TSV Altenholz inne.
Thorsten Ehrig ist verheiratet und hat drei Kinder. Sein Sohn Sven spielt Handball beim THW Kiel. Er ist gelernter Maschinenschlossermeister.